# Artem Kravets
Pour les articles homonymes, voir Kravets.
Artem Anatoliïovytch Kravets (en ukrainien : Артем Анатолійович Кравець), né le 3 juin 1989, à Dniprodzerjynsk, est un footballeur international ukrainien. Il joue au poste d'attaquant.

## Biographie
Artem Kravets commence sa jeune carrière dans l'équipe réserve du Dynamo Kiev jusqu'à l'arrivée du nouvel entraîneur Youri Semine qui voit en lui un très fort potentiel.
À partir de la saison 2007-08, il l'appelle dans l'équipe première du Dynamo et fait quelques apparitions.
Le 26 mars 2008, il est même appelé en sélection nationale ukrainienne pour un match amical contre la Serbie, mais malheureusement il ne peut honorer cette sélection pour cause de blessure.
Le 26 février 2009, lors des seizièmes de finale de la Coupe UEFA 2008-2009 contre Valence CF il marque un doublé à Mestalla qui donne la qualification à son club.

## Palmarès
- Dynamo Kiev
  - Vainqueur du Championnat d'Ukraine en 2007, 2009, 2015 et 2016.
  - Vainqueur de la Supercoupe d'Ukraine en 2009.
  - Vainqueur de la Coupe d'Ukraine en 2015.
- Ukraine
  - Vainqueur du Championnat d'Europe des moins de 19 ans 2009.